# Krist Porte
Krist Porte (* 7. September 1968 in Gent) ist ein ehemaliger belgischer Fußballspieler.

## Karriere
Krist Portes Fußballkarriere im Herrenbereich begann 1986 bei KAA Gent in der Ersten Division. 1988 stieg man ab. Es folgte aber der direkte Wiederaufstieg. Anschließend etablierte sich der Verein sogar in der oberen Tabellenhälfte. Porte kam von seinem Debüt bis zu seinem Weggang 1993 zu regelmäßigen Einsätzen.
Von 1993 bis 1996 war Porte bei Royal Antwerpen aktiv. 1996 wechselte er zu Eendracht Aalst.
Am 21. Dezember 1996 kam es zu einem Ereignis, das für großes Aufsehen in den Medien und (nicht nur) bei den Fußballfans sorgte: Bei einem Strafstoß für den RSC Anderlecht im Spiel gegen Eendracht Aalst hielt Porte Gilles De Bilde, der für einen möglichen Nachschuss in den Strafraum rennen wollte, am Trikot fest. De Bilde löste sich und schlug Porte aus der Drehung ins Gesicht. Krist Portes Augenhöhle, Kiefer und Nase waren gebrochen. Der Schiedsrichter hatte den Vorfall nicht bemerkt und De Bilde blieb im Spiel ungestraft. Danach wurden in den Medien die Bilder des blutüberströmten Krist Porte gezeigt. Es folgte eine Welle der Entrüstung und De Bilde wurde drei Monate vom Verband gesperrt, musste eine Geldstrafe und Porte Schmerzensgeld zahlen. Dieser musste aufgrund der Schwere der Verletzung acht Monate pausieren. Später folgten noch weitere juristische Auseinandersetzungen über weitere Schmerzensgeldzahlungen.
Porte konnte zwar nach der langen Pause noch einige Spiele für Eendracht Aalst bestreiten, doch der Vorfall bedeutete den Karriereknick. Zunächst spielte er noch zweieinhalb Jahre für den KVC Westerlo und kam dann über den israelischen Klub Hapoel Tzafririm Holon zu VVV-Venlo in die zweite niederländische Liga.
2002/03 spielte er noch für den KVK Beringen und musste danach seine Karriere verletzungsbedingt beenden. Der Grund waren Knieprobleme, doch der Faustschlag von De Bilde und die anschließende lange Zwangspause seien für ihn „fatal gewesen“.